# نیلز میاتکه
نیلز میاتکه (انگلیسی: Nils Miatke؛ زادهٔ ۳۰ ژانویهٔ ۱۹۹۰) بازیکن فوتبال اهل آلمان است.
از باشگاه‌هایی که در آن بازی کرده‌است می‌توان به باشگاه فوتبال ارتسگبیرگ آئو، باشگاه فوتبال انرژی کوتبوس، و باشگاه فوتبال کارل زایس ینا اشاره کرد.